# 五十字建党方针
五十字建党方针是文化大革命中毛泽东于1967年在中央文件上的批示，后来被作为整党建党工作的方针。

## 内容
1967年10月27日，毛泽东在中共中央、中央文革小组《关于成立了革命委员会的单位恢复党的组织生活的指示》文件上作出批示：
“党组织应是无产阶级先进分子所组成，应能领导无产阶级和革命群众对于阶级敌人进行战斗的朝气蓬勃的先锋队组织。”
10月27日的这段话被称作“五十字建党方针”、“建党大纲”，成为1967年以来的中共整党建党工作的指导方针。
11月5日，毛泽东又作了“吐故纳新”的指示：
“一个人有动脉、静脉，通过心脏进行血液循环，还要通过肺部进行呼吸，呼出二氧化碳，吸进新鲜氧气，这就是吐故纳新。一个无产阶级的党也要吐故纳新，才能朝气蓬勃。不清除废料，不吸收新鲜血液，党就没有朝气。”

## 对整党建党的影响
“五十字建党方针”的前提是阶级斗争扩大化、绝对化，把国内主要矛盾、主要工作限定在阶级斗争上，不提经济建设，不提毛泽东自己论述过的“正确处理人民内部矛盾”。
根据这一方针，整顿党的组织的主题是以阶级斗争为纲，形式是”开门整党“，由党外群众参与领导整党工作。通过群众运动、政治斗争，实质上清除了政治上的走资派和思想上的修正主义分子。以中共中央为例，在为中共九大做准备的中共第八届扩大的十二中全会在北京举行时，原八届中央委员、候补中央委员被定为“叛徒”、“特务”、“里通外国”、“反党分子”的，占总数的71%。八届中央委员97人除去世10人外，能参加这次会议的只有40人，达不到法定人数。只得从候补中央委员中递补10人为中央委员，才刚过半数。中央委员和候补中央委员到会者只有59人，占委员总数的29.9%，不足1／3。而被扩大参加这次会议的“中央文革小组”成员，军委办事组成员，各省、市、自治区革命委员会和各大军区主要负责人，中央直属机关等人员多达74人，占会议成员总数133人的57％还多。这些人不仅同中央委员一样有表决权，而且有些被任命为组长、副组长（如江青、张春桥、姚文元、王洪文、叶群、吴法宪等），出现了非中央委员领导中央委员的现象。
同时突击吸收不少文革中的造反派入党，并提拔到各级党政机关，乃至中央委员会里。通过这一程序，巩固1966年文革以来打倒走资派的激烈较量的政治战果，使之组织化。
为了贯彻”开门整党“，有的地方让非党学生代表担任整建党领导小组的副组长，让非党工人代表具体领导县直一些单位的整建党，让非党群众代表参加审批支部，并形成了造反派入党“三论”（优先论、当然入党论、朝气蓬勃论）和“三不批”（整建党领导小组没有群众代表参加不批，新支部没有造反派纳新和更新支委达不到一定比例不批，纳新党员没有造反派不批）的整党原则。
整党建党运动，被后来的中共党史评价为损毁了中共组织。

### 引用
1. ↑  1968年两报一刊元旦社论《迎接无产阶级文化大革命的全面胜利！》，把毛泽东的最新指示传达到了基层。